# Alfred Gotthold Meyer
Pour les articles homonymes, voir Meyer.
Alfred Gotthold Meyer (né le 1er mars 1864 à Berlin et mort le 17 décembre 1904 à Charlottenbourg) est professeur d'histoire des arts appliqués à l'Université technique royale de Charlottenbourg.
Ce n'est qu'à titre posthume que paraît en 1907 sa monographie Eisenbauten. Ihre Geschichte und Ästhetik, achevée par Wilhelm von Tettau (de) (1872-1929), dans lesquelles il examine les effets de la manipulation du fer comme matériau de construction sur la formation des styles.

## Travaux
- Szent Simon ezüstkoporsója Zárában. Magyar Tudományos Akadémia, Budapest 1894 (Repository of the Hungarian Academy of Sciences).
- Reinhold Begas. Velhagen & Klasing, Bielefeld/Leipzig 1897 (Vermehrte Auflage 1901).
- Die Certosa bei Pavia. Spemann, Berlin/Stuttgart 1900.
- Donatello. Velhagen & Klasing, Bielefeld 1903
- Gesammelte Reden und Aufsätze. Berlin 1905.
- Eisenbauten. Ihre Geschichte und Ästhetik. Neff, Esslingen 1907